# 1 000 kilomètres de Fuji 1984
Navigation
Édition précédente Édition suivante
Les 1 000 kilomètres de Fuji 1984, disputées le 30 septembre 1984 sur le Fuji Speedway, ont été la dix-huitième édition de cette épreuve et la neuvième manche du Championnat du monde des voitures de sport 1984 et la quatrième et dernière manche du Championnat du Japon de sport-prototypes 1984.

## La course

### Classement de la course
Voici le classement officiel au terme de la course,,.
- Les premiers de chaque catégorie du championnat du monde sont signalés par un fond jaune.
- Pour la colonne Pneus, il faut passer le curseur au-dessus du modèle pour connaître le manufacturier de pneumatiques.
- Les voitures ne réussissant pas à parcourir 75% de la distance du gagnant sont non classées (NC).

| Pos  | Classe | no  | Écurie                           | Pilotes                                             | Châssis                             | Pneus | Tours | Temps                      |
| Pos  | Classe | no  | Écurie                           | Pilotes                                             | Moteur                              | Pneus | Tours | Temps                      |
| ---- | ------ | --- | -------------------------------- | --------------------------------------------------- | ----------------------------------- | ----- | ----- | -------------------------- |
| 1    | C1     | 2   | Rothmans Porsche                 | Stefan Bellof John Watson                           | Porsche 956                         | D     | 226   | 5 h 30 min 0 s 370         |
| 1    | C1     | 2   | Rothmans Porsche                 | Stefan Bellof John Watson                           | Porsche Type-935 2,6 l Flat-6 Turbo | D     | 226   | 5 h 30 min 0 s 370         |
| 2    | C1     | 1   | Rothmans Porsche                 | Jochen Mass Jacky Ickx                              | Porsche 956                         | D     | 226   | + 32 s 300                 |
| 2    | C1     | 1   | Rothmans Porsche                 | Jochen Mass Jacky Ickx                              | Porsche Type-935 2,6 l Flat-6 Turbo | D     | 226   | + 32 s 300                 |
| 3    | C1     | 60  | Trust (ja) Racing Team           | Hans-Joachim Stuck Vern Schuppan                    | Porsche 956B                        | D     | 224   | + 2 tours                  |
| 3    | C1     | 60  | Trust (ja) Racing Team           | Hans-Joachim Stuck Vern Schuppan                    | Porsche Type-935 2,6 l Flat-6 Turbo | D     | 224   | + 2 tours                  |
| 4    | C1     | 7   | New Man Joest Racing             | Stefan Johansson Henri Pescarolo                    | Porsche 956                         | D     | 222   | + 4 tours                  |
| 4    | C1     | 7   | New Man Joest Racing             | Stefan Johansson Henri Pescarolo                    | Porsche Type-935 2,6 l Flat-6 Turbo | D     | 222   | + 4 tours                  |
| 5    | C1     | 10  | Porsche Kremer Racing            | Manfred Winkelhock Mike Thackwell                   | Porsche 956                         | B     | 216   | + 10 tours                 |
| 5    | C1     | 10  | Porsche Kremer Racing            | Manfred Winkelhock Mike Thackwell                   | Porsche Type-935 2,6 l Flat-6 Turbo | B     | 216   | + 10 tours                 |
| 6    | C2     | 84  | Auto Beaurex Motorsport          | Naoki Nagasaka Keiichi Suzuki                       | Lotec M1C                           | D     | 209   | + 17 tours                 |
| 6    | C2     | 84  | Auto Beaurex Motorsport          | Naoki Nagasaka Keiichi Suzuki                       | BMW M88 3,5 l I6 Atmo               | D     | 209   | + 17 tours                 |
| 7    | C1     | 38  | Dome Motorsport                  | Eje Elgh Masanori Sekiya                            | Dome 84C                            | D     | 206   | + 20 tours                 |
| 7    | C1     | 38  | Dome Motorsport                  | Eje Elgh Masanori Sekiya                            | Toyota 4T-GT 2,1 l I4 Turbo         | D     | 206   | + 20 tours                 |
| 8    | C2     | 83  | Shimegi Racing Team              | Tooru Shimegi Kaoru Iida Norimasa Sakamoto          | Mazda 83C                           | D     | 205   | + 21 tours                 |
| 8    | C2     | 83  | Shimegi Racing Team              | Tooru Shimegi Kaoru Iida Norimasa Sakamoto          | Mazda 13B 1,3 l Turbo 2-Rotor       | D     | 205   | + 21 tours                 |
| 9    | C1     | 14  | GTi Engineering / Canon Racing   | Jonathan Palmer Jan Lammers                         | Porsche 956 GTi                     | D     | 204   | + 22 tours                 |
| 9    | C1     | 14  | GTi Engineering / Canon Racing   | Jonathan Palmer Jan Lammers                         | Porsche Type-935 2,6 l Flat-6 Turbo | D     | 204   | + 22 tours                 |
| 10   | GTP    | 131 | Kendall Racing                   | Chuck Kendall Jim Cook                              | Lola T600                           | B     | 201   | + 25 tours                 |
| 10   | GTP    | 131 | Kendall Racing                   | Chuck Kendall Jim Cook                              | Chevrolet 5,7 l V8 Atmo             | B     | 201   | + 25 tours                 |
| 11   | C2     | 68  | BF Goodrich                      | Dieter Quester Rick Knoop (de)                      | Lola T616                           | BF    | 198   | + 28 tours                 |
| 11   | C2     | 68  | BF Goodrich                      | Dieter Quester Rick Knoop (de)                      | Mazda 13B 1,3 l Turbo 2-Rotor       | BF    | 198   | + 28 tours                 |
| 12   | C1     | 35  | XEBEC Motorsport Division (en)   | Kaoru Hoshino Kiyoshi Misaki (en) Kazuo Mogi        | Tom's 83C                           | D     | 198   | + 28 tours                 |
| 12   | C1     | 35  | XEBEC Motorsport Division (en)   | Kaoru Hoshino Kiyoshi Misaki (en) Kazuo Mogi        | Toyota 4T-GT 2,1 l I4 Turbo         | D     | 198   | + 28 tours                 |
| 13   | C2     | 67  | BF Goodrich                      | Jim Busby (de) Pete Halsmer (en)                    | Lola T616                           | BF    | 198   | + 28 tours                 |
| 13   | C2     | 67  | BF Goodrich                      | Jim Busby (de) Pete Halsmer (en)                    | Mazda 13B 1,3 l Turbo 2-Rotor       | BF    | 198   | + 28 tours                 |
| 14   | GTP    | 138 | Top Fuel Racing                  | Mutsuo Kazama Hironobu Tatsumi Yoshiyuki Ogura      | Mazda RX-7 845                      | B     | 190   | + 36 tours                 |
| 14   | GTP    | 138 | Top Fuel Racing                  | Mutsuo Kazama Hironobu Tatsumi Yoshiyuki Ogura      | Mazda 12A 1,2 l Turbo 2-Rotor       | B     | 190   | + 36 tours                 |
| 15   | C2     | 80  | Jolly Club                       | Carlo Facetti Martino Finotto Alfredo Sebastiani    | Alba AR2 (de)                       | A     | 181   | + 45 tours                 |
| 15   | C2     | 80  | Jolly Club                       | Carlo Facetti Martino Finotto Alfredo Sebastiani    | Giannini Carma FF 1,9 l I4 Turbo    | A     | 181   | + 45 tours                 |
| 16   | GTX    | 137 | Mazda Sport Car Club             | Iwao Sugai Hiroshi Sugai                            | Mazda RX-7 254i                     | D     | 180   | + 46 tours                 |
| 16   | GTX    | 137 | Mazda Sport Car Club             | Iwao Sugai Hiroshi Sugai                            | Mazda 13B 1,3 l Turbo 2-Rotor       | D     | 180   | + 46 tours                 |
| 17   | C1     | 50  | Hasemi Motorsport                | Masahiro Hasemi Kenji Tohira                        | LM 04C                              | D     | 179   | + 47 tours                 |
| 17   | C1     | 50  | Hasemi Motorsport                | Masahiro Hasemi Kenji Tohira                        | Nissan LZ20B 2,1 l I4 Turbo         | D     | 179   | + 47 tours                 |
| 18   | C2     | 74  | Mishima Auto Racing              | Kaneyuki Okamoto Minoru Sawada                      | Mishima Auto 84C                    | D     | 179   | + 47 tours                 |
| 18   | C2     | 74  | Mishima Auto Racing              | Kaneyuki Okamoto Minoru Sawada                      | BMW M12 2,0 l I4 Atmo               | D     | 179   | + 47 tours                 |
| 19   | GTU    | 145 | Trust (ja) Racing Team           | Mitsutake Koma Ryuusaku Hitomi                      | Toyota Celica                       | D     | 178   | + 48 tours                 |
| 19   | GTU    | 145 | Trust (ja) Racing Team           | Mitsutake Koma Ryuusaku Hitomi                      | Toyota 2,0 l                        | D     | 178   | + 48 tours                 |
| 20   | C2     | 85  | Setrab Racing By Yours           | Hideki Okada Masatomo Shimizu Tomohiko Tsutsumi     | Mazda 727C                          | D     | 172   | + 54 tours                 |
| 20   | C2     | 85  | Setrab Racing By Yours           | Hideki Okada Masatomo Shimizu Tomohiko Tsutsumi     | Mazda 13B 1,3 l Turbo 2-Rotor       | D     | 172   | + 54 tours                 |
| 21   | C2     | 86  | Mazdaspeed                       | Yojiro Terada David Kennedy                         | Mazda 727C                          | D     | 165   | + 61 tours                 |
| 21   | C2     | 86  | Mazdaspeed                       | Yojiro Terada David Kennedy                         | Mazda 13B 1,3 l Turbo 2-Rotor       | D     | 165   | + 61 tours                 |
| NC   | C1     | 17  | Mazdaspeed                       | Takashi Yorino Yoshimi Katayama                     | March 84G                           | B     | 153   | + 73 tours                 |
| NC   | C1     | 17  | Mazdaspeed                       | Takashi Yorino Yoshimi Katayama                     | Mazda 13B 1,3 l Turbo 2-Rotor       | B     | 153   | + 73 tours                 |
| NC   | GTX    | 135 | Meiju Sport                      | Akio Morimoto Seiichi Okada Fuminori Shimogishi     | Mazda RX-7 254i                     | B     | 96    | + 130 tours                |
| NC   | GTX    | 135 | Meiju Sport                      | Akio Morimoto Seiichi Okada Fuminori Shimogishi     | Mazda 13B 1,3 l Turbo 2-Rotor       | B     | 96    | + 130 tours                |
| NC   | C1     | 3   | Rothmans Porsche                 | Richard Lloyd (en)                                  | Porsche 956                         | D     | 27    | + 199 tours                |
| NC   | C1     | 3   | Rothmans Porsche                 | Richard Lloyd (en)                                  | Porsche Type-935 2,6 l Flat-6 Turbo | D     | 27    | + 199 tours                |
| Abd. | C2     | 81  | Jolly Club                       | Almo Coppelli Guido Daccò (en) Marco Vanoli (de)    | Alba AR2 (de)                       | A     | 169   | Accident                   |
| Abd. | C2     | 81  | Jolly Club                       | Almo Coppelli Guido Daccò (en) Marco Vanoli (de)    | Giannini Carma FF 1,9 l I4 Turbo    | A     | 169   | Accident                   |
| Abd. | C1     | 36  | Team Tom's                       | Satoru Nakajima Keiji Matsumoto                     | Tom's 84C                           | B     | 127   | Problèmes électriques      |
| Abd. | C1     | 36  | Team Tom's                       | Satoru Nakajima Keiji Matsumoto                     | Toyota 4T-GT 2,1 l I4 Turbo         | B     | 127   | Problèmes électriques      |
| Abd. | C1     | 37  | Team Ikuzawa                     | Tiff Needell James Weaver                           | Tom's 84C                           | D     | 113   | Moteur                     |
| Abd. | C1     | 37  | Team Ikuzawa                     | Tiff Needell James Weaver                           | Toyota 4T-GT 2,1 l I4 Turbo         | D     | 113   | Moteur                     |
| Abd. | C2     | 82  | Jolly Club                       | Pasquale Barberio Maurizio Gellini                  | Alba AR3                            | A     | 88    | Accident                   |
| Abd. | C2     | 82  | Jolly Club                       | Pasquale Barberio Maurizio Gellini                  | Ford Cosworth DFL 3,3 l V8 Atmo     | A     | 88    | Accident                   |
| Abd. | C2     | 78  | Team Iwaki                       | Masakazu Nakamura Kouichi Iwaki Takashi Tosa        | Misakispeed 83C                     | D     | 84    | Direction                  |
| Abd. | C2     | 78  | Team Iwaki                       | Masakazu Nakamura Kouichi Iwaki Takashi Tosa        | Toyota                              | D     | 84    | Direction                  |
| Abd. | C2     | 79  | Alpha Cubic Racing Team          | Noritake Takahara Chiyomi Totani                    | Renoma 84C                          | D     | 71    | Ligne de carburant         |
| Abd. | C2     | 79  | Alpha Cubic Racing Team          | Noritake Takahara Chiyomi Totani                    | BMW M21 2,4 l I6 Turbo              | D     | 71    | Ligne de carburant         |
| Abd. | C1     | 26  | Panasport Japan                  | Toshio Suzuki Osamu Nakako                          | LM 04C                              | B     | 49    | Moteur                     |
| Abd. | C1     | 26  | Panasport Japan                  | Toshio Suzuki Osamu Nakako                          | Nissan LZ20B 2,1 l I4 Turbo         | B     | 49    | Moteur                     |
| Abd. | C2     | 99  | Roy Baker Promotion              | Philippe Colonna Altfrid Heger Jeremy Rossiter (en) | Tiga GC284                          | A     | 49    | Perte de roue              |
| Abd. | C2     | 99  | Roy Baker Promotion              | Philippe Colonna Altfrid Heger Jeremy Rossiter (en) | Ford Cosworth BDT 1,8 l I4 Turbo    | A     | 49    | Perte de roue              |
| Abd. | C1     | 16  | From A Racing                    | Jirou Yoneyama Chikage Oguchi                       | Porsche 956                         | D     | 44    | Boite de vitesses          |
| Abd. | C1     | 16  | From A Racing                    | Jirou Yoneyama Chikage Oguchi                       | Porsche Type-935 2,6 l Flat-6 Turbo | D     | 44    | Boite de vitesses          |
| Abd. | C1     | 30  | Hoshino Racing                   | Kazuyoshi Hoshino Akira Hagiwara                    | March 83G                           | B     | 28    | Moteur                     |
| Abd. | C1     | 30  | Hoshino Racing                   | Kazuyoshi Hoshino Akira Hagiwara                    | Nissan LZ20B 2,1 l I4 Turbo         | B     | 28    | Moteur                     |
| Abd. | C1     | 20  | Central 20 Racing Team           | Takao Wada Haruhito Yanagida                        | LM 03C                              | D     | 27    | Moteur                     |
| Abd. | C1     | 20  | Central 20 Racing Team           | Takao Wada Haruhito Yanagida                        | Nissan LZ20 2,1 l I4 Turbo          | D     | 27    | Moteur                     |
| Np.  | C1     | 29  | Autobacs Racing Team With Uchida | Rupert Keegan Aguri Suzuki                          | Dome RC83i                          | D     |       | Accident                   |
| Np.  | C1     | 29  | Autobacs Racing Team With Uchida | Rupert Keegan Aguri Suzuki                          | Ford Cosworth DFL 3,3 l V8 Atmo     | D     |       | Accident                   |
| Np.  | C1     | 18  | Advan Sports Nova                | Kenji Takahashi Kunimitsu Takahashi Geoff Lees      | Porsche 956B                        | Y     |       | Accident durant les essais |
| Np.  | C1     | 18  | Advan Sports Nova                | Kenji Takahashi Kunimitsu Takahashi Geoff Lees      | Porsche Type-935 2,6 l Flat-6 Turbo | Y     |       | Accident durant les essais |
| Np.  | C2     | 87  | Mazdaspeed                       | David Kennedy Jean-Michel Martin                    | Mazda 727C                          | ?     |       |                            |
| Np.  | C2     | 87  | Mazdaspeed                       | David Kennedy Jean-Michel Martin                    | Mazda 13B 1,3 l Turbo 2-Rotor       | ?     |       |                            |

## Pole position et record du tour
- Pole position :  Stefan Bellof (#2 Rothmans Porsche) en 1 min 17 s 490
- Meilleur tour en course : ...

## Tours en tête
- no 2 Porsche 956 - Rothmans Porsche : 225 tours (1-37 / 39-73 / 75-227)
- no 14 Porsche 956 - Canon Racing / GTi Engineering : 1 tour (38)
- no 1 Porsche 956 - Rothmans Porsche : 1 tour (74)

## À noter
- Longueur du circuit : 4,410 km
- Distance parcourue par les vainqueurs : 996,705 km